# زار (فیلم)
زار فیلمی در گونهٔ ترسناک به کارگردانی نیما فراهی و تهیه‌کنندگی امیر پورکیان محصول سال ۱۳۹۵ است.
سایت سینمایی «spotlight horror awards» که یکی از معتبر‌ترین نشریات مجازی سینمای وحشت می باشد، فیلم سینمایی «زار»  را در فهرست بهترین فیلمهای سینمایی ژانر وحشت جهان در سال ٢٠١٧ قرار داد.